# Johann Friedrich von Eichendorff
Johann Friedrich Leopold Engelbert Peter Valentin Freiherr von Eichendorff (getauft 6. November 1760 in Tworkau, Schlesien; † 29. April 1815 in Schillersdorf) war ein königlich preußischer Kammerherr,  Besitzer der Herrschaften Schillersdorf und Tworkau sowie Bergbauunternehmer. 

## Leben
Johann Friedrich von Eichendorff war der einzige Sohn des Gottlieb Leopold Joseph Johann Freiherr von Eichendorff (1727–1768) auf Tworkau, Ellguth, Bukow und Camin und dessen zweiter Frau Anna Engelberta, geborene Freiin Henn von Henneberg († 1775). Er verlor früh seine Eltern und erbte als Fünfzehnjähriger die väterliche Herrschaft Tworkau.
In Tworkau genoss der junge Freiherr von Eichendorff, der sich im Schloss Tworkau nicht wohlfühlte, einige Jahre das Leben in vollen Zügen; sehr zum Missfallen des Tworkauer Pfarrers Petricius, der sich darüber beschwerte, dass Eichendorff in einem Haus im Dorf mit einer Frau in wilder Ehe zusammenlebte.
Durch die 1787 geschlossene Ehe mit Maria Anna von Hoverden erlangte Johann Friedrich von Eichendorff eine beträchtliche Mitgift, die ihn in die Lage versetzte, im selben Jahre das ehemalige Jesuitengut Schillersdorf für 79.200 Gulden von Karl von Larisch abzukaufen. Ab 1789 ließ von Eichendorff in Schillersdorf an Stelle einer alten Feste, die wahrscheinlich schon zu Zeiten der Jesuiten zu einem kleinen Schloss umgestaltet worden war, ein repräsentatives Schloss im Stile des Klassizismus errichten. Um das Schloss ließ er einen von Eichen – dem Wappensymbol seiner Familie – geprägten Park anlegen. Gleiches erfolgte auch um das Schloss Tworkau.
Nachdem der Markscheider Scholze 1781 durch den Flözausbiss an der Landecke eine Steinkohlenlagerstätte erkannt hatte, wurde zunächst durch die Herrschaft Hultschin auf Petrzkowitzer Flur unter primitiven Verhältnissen mit deren Abbau begonnen. Im Jahre 1803 ließ Johann Friedrich von Eichendorff auf der zur Herrschaft Schillersdorf gehörigen Ostseite des Hügels bei Koblau die Steinkohlengrube „Nanette“ eröffnen. Zwei Jahre später erwarb von Eichendorff auch die Abbaurechte auf den Flözen „Philippine“, „Johannes“ und „Clementine“ bei Koblau.
Nach dem Tod des kinderlosen Joseph Ignatz von Eichendorff verwaltete Johann Friedrich von Eichendorff ab 1795 für die minderjährigen Kinder seines Vetters Adolph Theodor Rudolph von Eichendorff auf Lubowitz auch die ihnen zugefallene mährische Herrschaft Sedlnitz. Die Lubowitzer Geschwister Wilhelm, Joseph und Luise von Eichendorff waren zudem gern gesehene Gäste bei den kinderlosen Eheleuten von Eichendorff auf Schloss Schillersdorf.
Im Jahre 1815 verstarb Johann Friedrich von Eichendorff. Seine Witwe Maria Anna wurde 1819 offiziell als Besitzerin der Herrschaft Schillersdorf eingetragen und nahm 1822 ihre verwaiste Großnichte Luise von Eichendorff bei sich auf. Im Jahre 1830 vermachte Maria Anna von Eichendorff die Schillersdorfer Gruben ihrem Neffen Emanuel von Hoverden (1777–1841).
Nachdem Maria Anna von Eichendorff am 13. Dezember 1830 verstorben war, verkauften die Erben eine aus Mitgliedern der Familien von Matuschka-Toppolczan und von Hoverden-Plencken – die Herrschaft Schillersdorf einschließlich der Schillersdorfer Gruben 1835 für 155.200 Gulden an Franz Hubert Stücker von Weyershof.

## Familie
Eichendorff heiratete am 24. Juni 1787 in Hünern Maria Anna Komtesse von Hoverden (1763–1830). Am 6. Januar 1790 wurden seine Zwillingssöhne Joseph und Johann geboren, die kurz darauf verstarben. Weitere Kinder gingen aus der Ehe nicht hervor.